# Maison de Bourbon-Dampierre

Armoiries de la maison de Dampierre

Armoiries de la première maison de Bourbon reprises par les Dampierre, seigneurs de Bourbon

La maison de Bourbon-Dampierre est née du mariage de Guy II de Dampierre en 1197 avec Mahaut de Bourbon. Cette maison s'est éteinte par les mâles en 1249 puis par les femmes vers 1287.

## Historique
Par le mariage de leur dernière descendante, Mahaut de Bourbon, avec Guy de Dampierre, la terre de Bourbon passa à une branche de la famille de Dampierre en 1196. Les armoiries de cette famille de Dampierre, aujourd'hui éteinte, étaient « De gueules à deux léopards d'or, avec couronne de baron », mais ils prirent les armoiries des précédents seigneurs de Bourbon: « D'or au lion de gueules, et à l'orle de huit coquilles d'azur ». 
Le fils de Guy de Dampierre et de Mahaut de Bourbon, Archambaud VIII, prit le nom et les armes de sa mère, « de Bourbon », ainsi que ses descendants, éteints par les mâles en 1249 puis par les femmes vers 1287.
Par le mariage de la dernière de cette famille, Agnès de Bourbon-Dampierre (morte vers 1287), avec Jean de Bourgogne (1231-1267), cette seigneurie passa donc à la maison capétienne de Bourgogne, puis à leur fille Béatrice de Bourgogne (1257-1310), dame de Bourbon. Puis enfin à son mari, Robert de Clermont (1256-1317), 13e et dernier enfant de saint Louis et qui fut le premier fils de France à posséder la terre de Bourbon (en 1310).

## Généalogie
```
Guy II de Dampierre
, 
maréchal de Champagne
 (†  1216)
x 
Mahaut
, dame de Bourbon († 1218)
|
|→
Archambaud VIII le Grand
, sire de Bourbon († 1242)
|  |
|  |→
Archambaud IX le Jeune
, sire de Bourbon († 1249)
|     X 
Yolande de Châtillon
, 
comtesse de Nevers
, 
d'Auxerre
 et 
de Tonnerre

|     |
|     |→
Mahaut II
, dame de Bourbon († 1262)
|     |    x 
Eudes de Bourgogne
 († 1266)
|     |      |→
maison capétienne de Bourgogne

|     |
|     |→
Agnès
, comtesse de Nevers, d'Auxerre et de Tonnerre († 1288)
|        x 
Jean de Bourgogne
, sire de Charolais († 1267)
|          |→ 
Béatrice de Bourgogne
      
               x 
Robert de Clermont
```

## Sources
- Nicolas Louis Achaintre, Histoire généalogique et chronologique de la maison royale de Bourbon, éd. Didot, 1825
- Site consacré au Bourbonnais (histoire, dialecte, population, cartes, arbre généalogique des Bourbon…)
- Descendance de Robert de France, époux de Béatrice de Bourgogne (fille d'Agnès de Dampierre